# Матчи сборной Петрограда по футболу (1923)
Сезон 1923 года стал 22-м в истории сборной Петрограда по футболу.
В нём сборная провела 2 официальных матча (оба — товарищеские междугородние) и 7 неофициальных.

## Классификация матчей
По установившейся в отечественной футбольной истории традиции официальными принимаются
- Все соревновательные матчи[К 4] официальных турниров — чемпионатов СССР, Российской империи и РСФСР — во времена, когда они проводились среди сборных городов (регионов, республик), и сборная Санкт-Петербурга (Ленинграда) была субъектом этих соревнований; к числу таковых относятся также матчи футбольных турниров на Спартакиадах народов СССР 1956 и 1979 года.
- Междугородние товарищеские игры сборной сильнейшего состава без формальных ограничений[К 5] с адекватным по статусу соперником. Матчи с клубами Санкт-Петербурга и других городов, со сборными не сильнейшего состава и т. п. составляют другую категорию матчей.
- Международные матчи с соперниками топ-уровня — в составах которых выступали футболисты, входившие в национальные сборные либо выступавшие в чемпионатах (лигах) высшего соревновательного уровня своих стран — как профессионалы, так и любители[К 6]. Практиковавшиеся (в основном, в 1920—1930-х годах) международные матчи с так называемыми «рабочими» и им подобными по уровню командами, состоявшими, как правило, из неконкурентоспособных игроков-любителей невысокого уровня, заканчивавшиеся обычно их разгромными поражениями, отнесены в отдельную категорию матчей.

## Статистика сезона
| 1923         |                                           |     |
| Н (1)        | Петроград — «Коломяги»                    | 5:4 |
| Н (2)        | Петроград — КФК им. Петровского (Харьков) | 6:0 |
| МГ 21        | Петроград — Харьков                       | 0:1 |
| Н (3)        | Петроград — «Штурм» (Харьков)             | 1:1 |
| Н (4)        | Петроград — «Спартак» (Харьков)           | 4:0 |
| Н (5)        | Петроград — «Красная Пресня» (Москва)     | 5:0 |
| Н (6)        | Петроград — РСФСР                         | 2:1 |
| Н (7)        | Петроград — «Желдор» (Киев)               | 1:0 |
| МГ 22        | Петроград — Москва                        | 0:1 |
| Итого        |                                           |     |
| И В Н П М    |                                           |     |
| 2 0 2 0−2    |                                           |     |
| 7 6 1 0 24−6 |                                           |     |

## Официальные матчи

### 39. Петроград — Харьков — 0:1
Междугородний товарищеский матч 21 (отчет)

| Петроград | 0:1 | Харьков                   |
| --------- | --- | ------------------------- |
|           |     | - 73′ Бем - (пен) Мищенко |

| Игрок               | Клуб       |                | Вышел на замену | Гол  |
| ------------------- | ---------- | -------------- | --------------- | ---- |
| Полежаев, Александр | «Коломяги» | Серебряный гол | 5               | (-4) |
|                     |            |                |                 |      |
| Гостев III, Георгий | «Коломяги» |                | 7               |      |
| Ежов, Пётр          | «Спорт»    |                | 3               |      |
|                     |            |                |                 |      |
| Кузьменко, Борис    | «Спорт»    |                | 1               |      |
| Карнеев, Борис      | «Коломяги» |                | 7               | 7    |
| Хухтинен, Иван      | «Спорт»    |                | 1               |      |
|                     |            |                |                 |      |
| Григорьев, Пётр     | «Меркур»   |                | 2               | 1    |
| Бутусов, Михаил     | «Унитас»   |                | 6               | 2    |
| Киселёв, Дмитрий    | «Коломяги» |                | 5               | 1    |
| Антипов, Пётр       | «Спорт»    |                | 4               |      |
| Богданов, Александр | «Спорт»    |                | 1               |      |

| Харьков  |     |
| -------- | --- |
| Норов    |     |
|          |     |
| Грушин   |     |
| К.Фомин  |     |
|          |     |
| Капустин |     |
| Н.Кротов |     |
| Привалов |     |
|          |     |
| Бандурин |     |
| Натаров  |     |
| Мищенко  |     |
| Бем      | Гол |
| Казаков  |     |

### 40. Петроград — Москва — 0:1
Междугородний товарищеский матч 22 (отчет)

| Петроград | 0:1 | Москва       |
| --------- | --- | ------------ |
|           |     | - 42′ Исаков |

| Игрок               | Клуб          |                | Вышел на замену | Гол  |
| ------------------- | ------------- | -------------- | --------------- | ---- |
| Полежаев, Александр | «Коломяги»    | Серебряный гол | 6               | (-5) |
|                     |               |                |                 |      |
| Гостев III, Георгий | «Коломяги»    |                | 8               |      |
| Ежов, Пётр          | «Спорт»       |                | 4               |      |
|                     |               |                |                 |      |
| Филиппов III, Пётр  | «Коломяги»    |                | 7               |      |
| Батырев, Павел      | «Спорт»       |                | 8               | 1    |
| Воног, Владимир     | «Путиловский» |                | 1               |      |
|                     |               |                |                 |      |
| Григорьев, Пётр     | «Меркур»      |                | 3               | 1    |
| Бутусов, Михаил     | «Унитас»      |                | 7               | 2    |
| Иванов, Георгий     | «Меркур»      |                | 4               |      |
| Колотушкин, Модест  | «Спорт»       |                | 2               | 1    |
| Богданов, Александр | «Спорт»       |                | 2               |      |

| Москва      |     |
| ----------- | --- |
| Н.Соколов   |     |
|             |     |
| В.Андреев   |     |
| С.Сысоев    |     |
|             |     |
| В.Ратов     |     |
| С.Бухтеев   |     |
| Ноготков    |     |
|             |     |
| Т.Григорьев |     |
| Исаков      | Гол |
| Селин       |     |
| Н.Троицкий  |     |
| Холин       |     |

## Неофициальные матчи
1. Матч «Чемпион — Сборная» Весеннего кубка 1923
| 24 июн Неоф (1) | Петроград                                                 | 5:4 | «Коломяги»                | Поле «Унитаса», Петроград |
| | - Красильников 15′ 20′ 83′ - М.Бутусов 77′ - Г.Иванов 78′ |     | - (1:2)′ (4:5)′ Н.Никонов | Судья: В.Бутусов          |
| Петроград: Данилевич - Ежов, Рузанов - Кузьменко, Батырев, Кононов - П.Григорьев, Г.Иванов, Красильников, М.Бутусов, А.Богданов «Коломяги»: Полежаев - Г.Гостев, Эд.Эммерих - П.Филиппов, Карнеев, С.Филиппов - Н.Никонов, Варфоломеев, Ф.Рябов, Д.Киселёв, Н.Гостев |                                                           |     |                           |                           |

2—4. Тур в Харьков
| 15 июл Неоф (2) | Петроград           | 6:0 | КФК им.Петровского | Поле «Гельдерих-Саде», Харьков |
| | - М.Бутусов 20′ 35′ |     |                    | Зрителей: ~5000                |
| Петроград: Полежаев - Г.Гостев, Ежов - Кузьменко, Карнеев, Хухтинен - П.Григорьев, М.Бутусов, Д.Киселёв, Антипов, А.Богданов КФК им.Петровского: Романенко - Грушин, К.Фомин - Проскурников, Варженинов, Ситцевой - Бандурин, Шпаковский, Мищенко, Курабо, В.Фомин |                     |     |                    |                                |

| 17 июл Неоф (3) | Петроград     | 1:1 | «Штурм»       | Поле «Гельдерих-Саде», Харьков |
| | - Карнеев 30′ |     | - 89′ Алфёров |                                |
| Петроград: Полежаев - Г.Гостев 88', Ежов - Кузьменко, М.Бутусов, Варфоломеев - П.Григорьев, Барулин, Карнеев, Д.Киселёв, А.Богданов 87' · «Штурм»: Норов - Лазуренко, Колотухин - Винников, Капустин, Привалов - Левин, Натаров, Н.Кротов, Алфёров, Казаков |               |     |               |                                |

| ~19 июл Неоф (4) | Петроград | 4:0 | «Спартак» | Харьков |

5. Матч с весенним чемпионом Москвы
| 23 июл Неоф (5) | Петроград                                                       | 5:0 | «Красная Пресня» | Поле «Петровских», Петроград |
| | - Батырев ~10 (пен) - М.Бутусов 16′ 55′ ~80′ - Карнеев ~30′ 50′ |     |                  | Зрителей: 5000               |
| Петроград: Полежаев - Г.Гостев, Константинов - Кузьменко, Батырев, Воног - Д.Родионов, М.Бутусов, Карнеев, Г.Иванов, А.Богданов «Красная Пресня»: А.Козлов - Тиксон, Хайдин - Мошаров, И.Артемьев, Леута - А.Канунников, Д.Маслов, Исаков, П.Канунников, П.Артемьев |                                                                 |     |                  |                              |

6. Выставочный матч сборной РСФСР
| 30 июл Неоф (6) | Петроград                      | 2:1 | РСФСР           | Поле «Петровских», Петроград |
| | - Д.Родионов 29′ - Антипов 47′ |     | - 7′ Канунников |                              |
| Петроград: А.Рябов - Рузанов, Константинов - П.Филиппов, С.Филиппов, Хухтинен - Д.Родионов, Г.Иванов, Ф.Рябов, Антипов, Н.Гостев РСФСР: Полежаев - Г.Гостев, С.Иванов - Карнеев, Батырев, Воног - П.Григорьев, М.Бутусов, Исаков, Канунников, П.Артемьев |                                |     |                 |                              |

7. Матч с весенним чемпионом Киева
| 4 авг Неоф (7) | Петроград (II) | 1:0 | «Желдор» | Поле «Петровских», Петроград |
| Петроград (II): А.Рябов - Рузанов, Константинов - Кузьменко, Орлов, Хухтинен - Д.Родионов, Г.Иванов, Барулин, Горелкин, А.Богданов «Желдор»: Ямковой - Лабковский, Весеньев - Фенцель, Курбатов, Ломакин - Швецов, Бойко, Товаровский, Бардадым, Крупицкий |                |     |          |                              |

## Комментарии
1. ↑  К.Есенин указывал для сборной Москвы только междугородние и международные матчи[1]
2. ↑  В реестре матчей сборной Санкт-Петербурга (Петрограда, Ленинграда), опубликованном группой ленинградских историков и статистиков под редакцией Н.Киселёва[2] учтены только междугородние матчи со сборными городов и республик
3. ↑  Г.Калянов предложил разделение матчей на официальные и товарищеские (для сборной Москвы)[3]
4. ↑  в том числе недоигранные и аннулированные, а также сыгранные с неформатными сборными и клубами — все матчи, объявленные как матчи официальных турниров
5. ↑  Матчи второй, третьей и т. д. (дублёров), а также ведомственных (например, сборной профсоюзов) сборных считаются неформатными. Тем не менее, междугородние матчи и «русской», и «английской» сборных Санкт-Петербурга и Москвы начала века, согласно установившейся традиции, учитываются историками[4][5][1] в их реестрах
6. ↑  Тем не менее, несколько международных матчей 1910-х годов с командами, формально не соответствующими строго данному критерию, но в игровом плане нередко подавляюще превосходившими сборные Санкт-Петербурга и Москвы, учтены[6][7] в их реестрах

### Периодика
- «Известия спорта» Москва 1923. НЭБ — rusneb.ru.
- «Всевобуч и Спорт» Петроград 1923. НЭБ — rusneb.ru.
- «Вестник физической культуры» Харьков 1923. Sport.pdf — vk.com.